# 182674 Hanslmeier
182674 Hanslmeier este o planetă minoră (asteroid) din centura de asteroizi. A fost descoperită pe 25 octombrie 2001 la Observatorul Apache Point de Sloan Digital Sky Survey. 
Obiectul prezintă o orbită caracterizată de o semiaxă mare de 2,702788573436 UAi, o excentricitate de 0,063984310289113, o înclinație de 6,994952712953 ° în raport cu ecliptica.